# Blue River (Colombie-Britannique)
Blue River est une communauté située dans la province de la Colombie-Britannique, dans le centre-est.